# Scutigera argentina
Scutigera argentina är en mångfotingart som beskrevs av Jean-Henri Humbert och de Saussure 1870. Scutigera argentina ingår i släktet Scutigera och familjen spindelfotingar. Inga underarter finns listade i Catalogue of Life.